# تود نوفاك
تود نوفاك (بالإنجليزية: Todd Novak)‏ هو مُحرِّر وسياسي أمريكي، ولد في 23 أبريل 1965. حزبياً، نشط في الحزب الجمهوري. وقد انتخب عضو جمعية ولاية ويسكونسن.

## وصلات خارجية
- الموقع الرسمي